# Эль-Месмари, Брюс
Брюс Эль-Месмари Чангочян (исп. Bruce El-mesmari Sangochian; род. 23 апреля 2002, Канкун, Кинтана-Роо) — мексиканский футболист, вингер клуба «Керетаро».

## Клубная карьера
Эль-Месмари — воспитанник клуба «Пачука». В 2021 году игрок был включён в заявку команды на сезон. В том же году Брюс перешёл в американский «Лас-Вегас Лайтс». 28 июля в матче против «Орандж Каунти» он дебютировал в USL. 14 октября в поединке против «Такома Дефианс» Брюс забил свой первый гол за «Лас-Вегас Лайтс». Летом 2023 года Эль-Месмари перешёл в столичную «Америку». 16 июля в матче против «Пуэблы» он дебютировал в мексиканской Примере.
В 2024 году Эль-Месмари перешёл в «Гвадалахару», где начал выступать за дублирующий состав. В 2025 году игрок на правах аренды перешёл в «Керетаро».

## Международная карьера
В 2019 году в составе юношеской сборной Мексики Эль-Месмари выиграл юношеский чемпионата Северной Америки в США. На турнире он сыграл в матчах против команд Бермуд, Сальвадора и Гаити.
В том же году Эль-Месмари принял участие в юношеском чемпионате мира в Бразилии. На турнире он сыграл в матчах против команд Парагвая, Италии, Соломоновых Островов, Южной Кореи, Японии, Нидерландов и Бразилии.

## Достижения
Международные
 Мексика (до 17)
- Победитель юношеского кубка КОНКАКАФ — 2019